# Coupang
Coupang co (Ltd) — компанія у сфері електронної комерції, що базується в Сеулі, Південна Корея, та Сіетлі, штат Вашингтон, і зареєстрована в штаті Делавер, США.
Заснована в 2010 році Бомом Кімом, компанія розширилася і стала найбільшим онлайн-маркетплейсом в Південній Кореї. Розширення привело компанію до дистрибуції потокового відео після запуску сервісу Coupang Play. Coupang часто називають «Amazon Південної Кореї» через її позицію та розмір компанії на південнокорейському онлайн-ринку.

## Історія
Генеральний директор Кім Бом Сок заснував компанію 10 серпня 2010 року. Ефективність роботи зросла за рахунок створення у 2017 році найбільшого логістичного центру та постійного вдосконалення системи доставки у компанії. Продаж зріс у 2020 році через пандемію COVID-19 у Південній Кореї та зі збільшенням популярності доставки. Однак сукупний дефіцит станом на 2019 рік становить 3,7 трлн, а поточний очікуваний сукупний дефіцит, за оцінками, збільшиться приблизно до 4,5 трлн, і Chosun Biz має скептичний погляд на розвиток Coupang.

## Інциденти
17 червня 2021 року в логістичному центрі Coupang в Ічхоні, спалахнула пожежа, і, судячи з усього, горіння поширилося на всі поверхи будівлі. Імовірно, причиною пожежі стало коротке замикання електропроводки, після чого вогонь поширився по всій будівлі. Повідомляється, що близько 200 співробітників Coupang на момент пожежі було евакуйовано. Цей логістичний центр відомий як один із трьох найбільших логістичних центрів Купанга, поряд із столичним містом Інчхон та столичним містом Тегу. Логістичний центр, де сталася пожежа, обробляє тільки звичайні продукти, крім свіжих продуктів, але і включає оброблені харчові продукти.